# Pimpla daitojimana
Pimpla daitojimana är en stekelart som beskrevs av Jinhaku Sonan 1940. Pimpla daitojimana ingår i släktet Pimpla och familjen brokparasitsteklar. Inga underarter finns listade i Catalogue of Life.